# جو غود (مذيع)
جو جود (بالإنجليزية: Jo Good) (ولدت في 28 نوفمبر 1978) هي مذيعة بريطانية.

## المسيرة المهنية
كانت جو منذ سنوات مراهقتها المبكرة شغوفة بالإذاعة، وانضمت إلى صناعة الراديو مباشرة بعد المدرسة وهي في السابعة عشرة من عمرها. وفي تلك الفترة انتقلت من ألنيك في مقاطعة نورثمبرلاند إلى مانشستر. بدأت عملها كمراسلة لحركة المرور، ثم كصحفية إذاعية، وبدأت في تقديم برامج فردية وهي في العشرين من عمرها. عملت في صناعة الإعلام لمدة عشر سنوات قبل انضمامها إلى بي بي سي 6 ميوزيك. ومن بين أعمالها السابقة التقديم على قناة الموسيقى إم تي في أوروبا، حيث قدمت برنامج The Dancefloor Chart. كما قدمت البرنامج المسائي على إكس إف إم. في صيف عام 2012 أنهت دراستها الجامعية وحصلت على درجة البكالوريوس في أدب إنجليزي من جامعة سالفورد.
غادرت محطة راديو إكس في عام 2017.

## وصلات خارجية
- جو جود على موقع راديو إكس